# Cuando el mundo despertó
Cuando El Mundo Despertó es el primer álbum de estudio de la banda española de power metal épico Arenia, editado originalmente el 31 de marzo de 2012 en formato digipack. Es un álbum conceptual basado en la Teogonía de Hesíodo que se adentra en la mitología griega y narra la historia de la Titanomaquia.
Se trata de una metal-ópera que, a modo de obra de teatro, se divide en tres actos:
- Acto I: Teogonía
- Acto II: Titanomaquia
- Acto III: Epílogo

## Listado de canciones
| N.º | Título                                              | Escritor(es)           | Duración |  |
| 1.  | «Preludio»                                          | E. Dizy                | 0:56     |  |
| 2.  | «Cronos»                                            | E. Dizy                | 5:06     |  |
| 3.  | «La Mano De Un Dios»                                | E. Dizy                | 6:47     |  |
| 4.  | «El Secreto De Creta»                               | E. Dizy                | 1:41     |  |
| 5.  | «Tempestad»                                         | E. Dizy                | 5:17     |  |
| 6.  | «Cuando El Mundo Despertó - Parte I»                | E. Dizy                | 4:32     |  |
| 7.  | «Cuando El Mundo Despertó - Parte II - El Amanecer» | E. Dizy                | 2:56     |  |
| 8.  | «Hijos De La Noche»                                 | E. Dizy                | 4:10     |  |
| 9.  | «Con Nombre De Guerra»                              | E. Dizy / A. Fernández | 4:15     |  |
| 10. | «Buscando Una Señal»                                | E. Dizy / F.J. Santos  | 5:22     |  |
| 11. | «Los Ojos Del Caos»                                 | E. Dizy / F.J. Santos  | 5:41     |  |
| 12. | «Madre Tierra»                                      | E. Dizy                | 2:24     |  |
| 13. | «La Puerta Del Tártaro»                             | E. Dizy                | 3:36     |  |
| 14. | «Más Allá Del Mar»                                  | E. Dizy                | 2:53     |  |
| 15. | «Titanes»                                           | E. Dizy                | 3:55     |  |
| 16. | «Prometeo»                                          | E. Dizy                | 5:37     |  |

## Formación
- Fran J. Santos - voz
- Eduardo Dizy - guitarra y coros
- Raquel Rodríguez - teclados
- Roberto Suárez - bajo
- Alejandro Fernández - batería

## Colaboraciones
- Nathan Cifuentes - Programación y orquestaciones
- Josué Barreiros - Voz gutural en "Buscando Una Señal"
- Santos Zaballos - Diseño e ilustraciones
- Eva Villar - Fotos

## Promoción
A pesar de que el álbum fue editado a finales de marzo del año 2012, la banda declaró que no iniciaría la promoción y posterior gira de presentación del disco hasta el primer trimestre de 2013, debido a cuestiones de carácter personal y laboral de la agenda de sus miembros.